# Сабирово
Саби́рово (рос. Сабырово, башк. Һабыр) — село у складі Зілаїрського району Башкортостану, Росія. Адміністративний центр Сабировської сільської ради.
Населення — 527 осіб (2010; 596 в 2002).
Національний склад:
- башкири — 99%